# شعر ملتو
الشَعر المُلتَوي (بالإنجليزية: Twisted hairs)‏ أو الشعرات المُتعرجة (بالإنجليزية: Pili torti)‏، يكون الشَعر في هذه الحالة قَصير وَهش، كما يَظهر الشَعر بشكل مُسطح وملتوي (مُتعرج) عند النَظر إليه بواسطة المجهر.:638:764